# Parque nacional Humedales de Kuching
El Parque nacional Humedales de Kuching es un parque nacional y un sitio Ramsar en Malasia. Se trata de los restos de la Reserva Forestal de los Manglares de Sarawak que cubrió 170 km².
Situado a 30 km de Kuching, el parque nacional de los Humedales fue creado en 1992 y abarca una superficie de 66,1 km² en el estuario de los ríos Sibu Laut y Salak. El parque se compone de los ecosistemas costeros, marinos y de agua dulce. El sistema de manglares predominantemente salino y deltaico incluye una extensa red de vías marinas y canales de marea, formados por los ríos de interconexión de Sungei Sibu-Laut, Salak Batang y Santubong Sungei que forman los límites del parque. Algunos pequeños parches de bosque brezo se encuentran dentro del parque.